# الإسلام والإنسانية
ان الإنسانية في الإسلام هو ركن عقدي وواقع تطبيقي. شرّع الإسلام حقوق وواجبات بين المجتمع الإسلامي بتكويناته المتعددة لكل فرد، سواءً كان ذكرٍ أو أنثى. وقد حرص على رعاية حقوق الإنسان جميعاً. كما حث الإسلام على الأخلاقيات الحسنة، حتى إن الغاية من رسالة الإسلام هي إتمام وإصلاح مكارم الأخلاق في نفوس الناس أجمعين، وقد قال الرسول:«إنما بعثت لأتمم مكارم الأخلاق». فالتسامح، وحُب السلام، والكرم، والرفق بالتعامل مع غير المسلمين كُلها صفات تدل على الإنسانية.

## الإنسانية في الإسلام
إنّ الإنسانية إحدى خصائص الإسلام، وإنها تشغل حيزاً مهماً في منطلقاته النظرية، وفي تطبيقاته العملية. وقد حرص الإسلام في تكريمه للإنسان، فجعل له حقوقه الكاملة غير المنقوصة في الحرية والكرامة والحياة الكريمة، فلا يحتقر أحد أو يعتدي عليه أحد، وانّ عليه واجبات يؤدّيها تجاه المجتمع وأفراده في جوّ من الألفة والمحبة. 
لأن الله خلق الناس من نفس واحدة، وقد أكد علی المساواة بين جميع أفراد المجتمع. وقد أذهب الله بالإسلام نخوة الجاهلية وتفاخرهم بالأنساب وبهذا حفظ الإسلام للفرد كرامته الإنسانية لينمي مواهبه وموارده ويعمل الخير لنفسه وللناس متعاونا مع غيره علی البر والتقوی.

## حقوق المجموعات المختلفة في الإسلام
ان الإسلام أعطی الإنسان حقوقه الكاملة غير المنقوصة، ولم يترك صنفا من الناس إلا ونص القرآن علی حقه، وفصلت السنة النبوية ذلك وبينته، مما لم يوجد في دين أو منهج غير الإسلام. ومن أهمها:

### حقوق الوالدين والأقارب
لقد أمر الإسلام ببر والدان وطاعتهما والإحسان اليهما وعدّ ذلك من اعظم القربات عند الله. كما أمر بالإحسان إلی الأقارب لأنهم رحم الإنسان. وقد كثرت النصوص في الحث على صلة الرحم. وقال الله في القرآن:   وَآَتِ ذَا الْقُرْبَى حَقَّهُ ، وقال:  وَاعْبُدُوا اللَّهَ وَلا تُشْرِكُوا بِهِ شَيْئاً وَبِالْوَالِدَيْنِ إِحْسَاناً وَبِذِي الْقُرْبَى .

### حقوق الجيران
جعل الله للجار حقوقاً شرعية على جيرانه تُشبه حقوق الأرحام، ومن هذه الحقوق البر والصلة، والعيادة حين المرض، والمواساة حين المصيبة وكف الأذى عنه وإيصال الخير إليه وان اختلفت العقيدة. وروي عن رسول الله: «"لا يؤمن لا يؤمن لا يؤمن".قالوا ومن؟ قال: "الذي لا يأمن جاره بوائقه".»

### حقوق الطفل

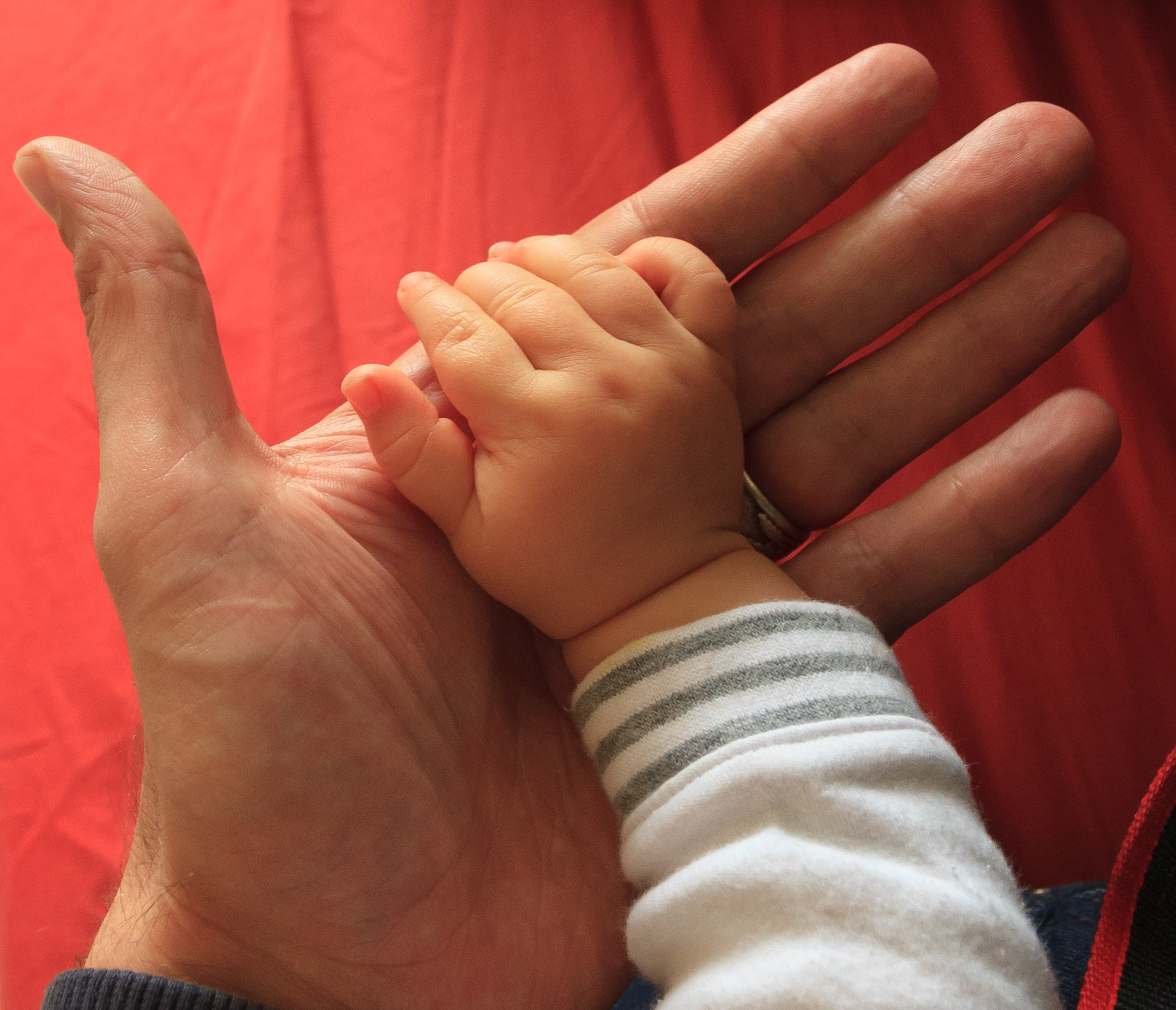
اهتم الإسلام بالأطفال اهتماما بالغا وجعل لهم حقوقـًا على والديهم، وأيضًا على المجتمع.

إنّ للطفل حقوقاً على والديه كفلها له الإسلام، وشدّد على الوالدين العمل بها. فالعناية بالطفل يجب أن تكون عناية شاملة لغدائه وكسائه ومأواه وصحته وتربيته وأمنه والترفيه عنه وكل ذلك يشكل حقوقه علی والديه واسرته ومجتمعه. كما ان تربية الأطفال في الإسلام مهمة ودقيقة وقد أوجب علی الوالدين تعليم أطفالهم المعتقدات الإسلامية الأساسية، والواجبات الدينية والصفات الأخلاقية كالأخلاق السليمة، والصدق، والتواضع، والجود والكرم. ويجب أن تكون المعاملة مع الأطفال بكلّ حب وصبر وأناة وصدور رحبة وإن قاموا ببعض الأعمال الخاطئة فتكون معاقبتهم بشكل جدي ودون قسوة. كما كان النبي محمد يُحسن إلى الأطفال وهو يحذر من اهمالهم ويعدّ ذلك إثما كبيرا.
يحذر الإسلام المعاملة القاسية والأفعال القمعية تجاه الأطفال وخصوصا اليتامى، وقد عظم مكافأة الإحسان إليهم، وهو يدين أولئك الذين لا يكرمون الأيتام.
﴿كَلَّا بَلْ لَا تُكْرِمُونَ الْيَتِيمَ ۝١٧﴾ [الفجر:17]

### حقوق الأقليات
احترم الإسلام سائر الأديان، وأقام المساواة بين المسلمين وغير المسلمين في القضاء وفي سائر المعاملات. وقد جاء في القرآن:﴿لَا يَنْهَاكُمُ اللَّهُ عَنِ الَّذِينَ لَمْ يُقَاتِلُوكُمْ فِي الدِّينِ وَلَمْ يُخْرِجُوكُمْ مِنْ دِيَارِكُمْ أَنْ تَبَرُّوهُمْ وَتُقْسِطُوا إِلَيْهِمْ إِنَّ اللَّهَ يُحِبُّ الْمُقْسِطِينَ ۝٨﴾ [الممتحنة:8]
ووقف الإسلام حيال الأديان الأخری وأهلها موقفا إنسانيا يتسم بالتسامح واحترام عقائدهم وشعائرهم. وعلی أساس هذا الموقف أقام الإسلام القواعد والمباديء لتنظيم العلاقات بين المسلمين وغير المسلمين فمثلا أوجب الإسلام علی بيت المال الإنفاق إلی الفقراء ولا يفرق في ذلك بين المسلم وغير المسلم. كما أوجب الإسلام اتباعه بأن يتركوا أتباع الأديان الأخرى، الذين يعيشون في ظلِّ الإسلام، أحرارا في عقائدهم وعباداتهم وشعائرهم. وأيضا أوجب عليهم رعاية حقوقهم، فالإسلام يقرر لهم حقوق، وتطبق عليهم القوانين نفسها.

## التكافل الاجتماعي والاقتصادي
يعتبر التكافل الاجتماعي والاقتصادي من أبرز وجوه ومظاهر البعد الإنساني في الإسلام، حيث أوجبت الشريعة مدّ يد العون لكافّة أصناف الفئات الفقيرة والتي تحتاج إلى المساعدة حفظاً لكراماتهم واحتراماً لإنسانيتهم وذلك فعلاً يؤديه المكلف قربةً إلی الله وتوسما للأجر والثواب.
وقد شرع الإسلام من الوسائل والنظم ما يحقق التكافل الاجتماعي والاقتصادي، وقد أناط عدداً من هذه الوسائل بالأفراد وجعل بعضها إلزامياً، وترك البعض الآخر للتطوع فيها:

### الزكاة
الزكاة في الشرع الإسلامي فريضة شرعية فرضها الله وجعل المقصود منها صلاح أمور البلاد والعباد، وهي ثالث أركان الإسلام الخمسة. ويقول القرآن:﴿الَّذِينَ لَا يُؤْتُونَ الزَّكَاةَ وَهُمْ بِالْآخِرَةِ هُمْ كَافِرُونَ ۝٧﴾ [فصلت:7]
تعالج الزّكاة المشاكل الاجتماعية الناتجة عن الفقر في المجتمع وفضلاً عن آثارها المعنوية حيث تزيد من الألفة والمحبّة بين النّاس وتنفي الأحقاد والبغضاء من المجتمع، خاصّةً بين الطّبقات الغنيّة والفقيرة.

### الصدقة المستحبة
الصدقة هي ما تعطى للمحتاج على وجه التقرب إلى الخالق والمعبود فقد شرع الإسلام الصدقة وجعلها من أفضل الأعمال في حين انها اختيارية وخارجة عن نطاق الوجوب. وقد تضافرت الأدلة والنصوص القرآنية والأحاديث في الحث على الصدقة بأنواعها، رغبة وداعية إلى الإنفاق ومحذرة من الشح والبخل.

## السلوك الأخلاقي
يعدّ البحث الاخلاقي من أهم الأبحاث القرآنيّة والحديثية.اهتمّ الإسلام بتنمية الوعي الأخلاقي وتهذيب النفوس، باعتبارها مسألة أساسية تنشأ منها وتبني عليها جميع الأحكام والقوانين الإسلامية وقد اعتبر الإسلام التّكامل الأخلاقي وسيلة رادعة لمحاربة كلّ أنواع الفساد والانحراف وقد حذّر من انحدار الإنسان نحو الرذيلة والتسافل الأخلاقي.وقد قال رسول الله: «إنّما بعثت لأتمم مكارم الأخلاق».
ومن أهم الأخلاقيات الحسنة التي حثّ الإسلام عليها ورغّب فيها هي: الصبر والحلم والرفق واحترام الكبير، والكرم والحياء والتواضع، وطلب الإذن قبل دخول بيوت الآخرين، تحية الآخرين بطريقة صحيحة، الصدق في الأقوال والأفعال، كظم الغيظ والعفو عن الناس، الإصلاح بين الناس وقضاء الحوائج وكف الأذى.